# Autorskie prawa osobiste
Autorskie prawa osobiste (moralne) – zespół praw, jakie przysługują twórcy względem utworu. Chronią „intelektualny” związek twórcy z utworem.
W różnych państwach są różnie pojmowane. Według koncepcji monistycznej nie są one oddzielne od autorskich praw majątkowych (tak stanowi prawo niemieckie), według koncepcji dualistycznej są albo odrębne od dóbr osobistych, albo są ich szczególną postacią (o wyborze jednego z tych dwóch rozwiązań toczą spór polscy prawnicy ), zaś według koncepcji wywodzącej się z krajów anglosaskich są „zlepkiem” różnorodnych przepisów. Wbrew nazwie autorskie prawa osobiste nie mają całkowicie niemajątkowego charakteru, podobnie jak autorskie prawa majątkowe nie są czysto majątkowe.

## Prawo międzynarodowe
Przez długi czas autorskie prawa osobiste nie były chronione w umowach międzynarodowych, ponieważ nie były chronione w ustawach o prawie autorskim. Syntetyczna redakcja zastosowana w polskiej ustawie z 1926 r. (art. 12) spowodowała zaproszenie polskiej delegacji do zespołu redagującego projekt nowej redakcji konwencji berneńskiej. Propozycję przyjęto w 1928 roku w Rzymie jako art. 6-bis. Ówczesne brzmienie postanowienia ustanawiało wyłącznie ochronę prawa do autorstwa i prawa do integralności utworu, chroniło tylko przed naruszeniami w ujęciu obiektywnym i tylko do końca życia autora. W redakcji sztokholmskiej z 1967 r. dodano do art. 6-bis ust. 2, który pozostawia swobodę państw-sygnatariuszy zarówno w dookreśleniu treści ochrony praw autorskich, jak i czasu ich trwania. W ten sposób państwa systemu common law mogły przyjąć redakcję sztokholmską, nie zmieniając swojej koncepcji autorskich dóbr osobistych.
Traktat WIPO o artystycznych wykonaniach i fonogramach wprowadził ochronę osobistych praw wykonawcy. Konwencja TRIPS zobowiązuje państwa-sygnatariuszy do stosowania postanowień konwencji berneńskiej z wyłączeniem ochrony autorskich praw osobistych.

## Prawo polskie
W prawie polskim autorskie prawa osobiste są prawami podmiotowymi. Są bezterminowe (nieograniczone w czasie), niezbywalne (trwale związane z twórcą) oraz nie podlegają dziedziczeniu.  Otwarty katalog autorskich praw osobistych zawiera art. 16 ustawy o prawie autorskim i prawach pokrewnych. Autorskie prawa osobiste to między innymi uprawnienia do:
- autorstwa utworu,
- oznaczenia utworu swoim nazwiskiem lub pseudonimem albo do udostępniania go anonimowo,
- nienaruszalności treści i formy utworu oraz jego rzetelnego wykorzystania,
- decydowania o pierwszym udostępnieniu utworu publiczności,
- nadzoru nad sposobem korzystania z utworu.

W przypadku programów komputerowych zakres ochrony autorskich praw osobistych jest węższy. Na podstawie art. 77 ustawy o prawie autorskim autorom programów komputerowych nie przysługują prawa nienaruszalności treści i formy utworu oraz jego rzetelnego wykorzystania, decydowania o pierwszym udostępnieniu utworu publiczności, ani prawo do nadzoru nad sposobem korzystania z utworu.